# Bopyrione longicapitata
Bopyrione longicapitata là một loài chân đều trong họ Bopyridae. Loài này được Markham miêu tả khoa học năm 1982.